# Paradasys lineatus
Paradasys lineatus is een buikharige uit de familie Cephalodasyidae. Het dier komt uit het geslacht Paradasys. Paradasys lineatus werd in 1980 voor het eerst wetenschappelijk beschreven door Rao. 